# Тип 81
7,62-мм автомат Тип 81 — китайский автомат, созданный для замены на вооружении НОАК автоматов Тип 56 и Тип 63.

## История
Был принят на вооружение в 1981 году, применялся в ряде пограничных конфликтов с Вьетнамом в середине 1980-х годов, где продемонстрировал некоторое превосходство над автоматом Калашникова за счёт большей длины ствола.
В 1995 году НОАК начала заменять Тип 81 на QBZ-95.
В 2000е годы военно-политическое руководство Бангладеш приняло решение о стандартизации используемого в войсках стрелкового оружия (так как в 1970е - 1990е годы на вооружении находились несколько самозарядных и автоматических винтовок под три разных патрона) и в 2008 году производство автомата «тип 81» было освоено в Бангладеш. По состоянию на начало 2022 года, автоматы «тип 56» и «тип 81» (использующие одинаковый патрон 7,62х39 мм) стали основным типом стрелкового оружия в вооружённых силах Бангладеш.

## Описание
Тип 81 создан на основе Тип 63. Автоматика основана на отводе пороховых газов, запирание затвора - поворотом. Газовый поршень с коротким рабочим ходом расположен над стволом, газоотводный узел имеет двухпозиционный газовый регулятор и дополнительно кран, полностью перекрывающий газоотводный тракт для запуска ружейных гранат со ствола оружия. Запирание ствола осуществляется поворотом затвора, на два боевых упора, за вырезы в ствольной коробке.
Предохранитель – переводчик режимов огня расположен на ствольной коробке слева, над спусковой скобой, и управляется большим пальцем правой руки. Фиксированный приклад и фурнитура выполнены из дерева, ствольная коробка — штампованная из стали. К Type 81 может крепиться штык-нож.

## Варианты
- Тип 81 — базовый вариант.

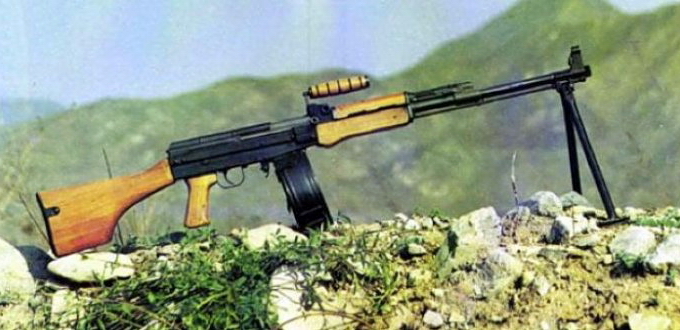
Ручной пулемёт Тип 81

- Тип 81-1 — вариант со складным металлическим прикладом.
- Type 81S — экспортный вариант с фиксированным прикладом. Предохранитель расположен позади спускового крючка внутри спусковой скобы.
- ручной пулемёт Тип 81 — вариант с более длинным и тяжёлым стволом.
- Type 81MGS — экспортный вариант пулемёта. Предохранитель расположен позади спускового крючка внутри спусковой скобы.
- Тип 87 — экспериментальная система вооружения (автомат и пулемёт) под патрон 5,8×42 мм. Фурнитура выполнена из пластика. Ограниченное количество Тип 87 использовалось специальными подразделениями.

## Страны-эксплуатанты
- Китай[3]
- Алжир — принят на вооружение и выпускается по лицензии под наименованием PM-89[4]
- Бангладеш[3] — принят на вооружение, с 2008 года производится по лицензии под наименованием BD-08[1]
- Мьянма[3]
- Непал[3]
- КНДР[3]
- Судан[3]
- Шри-Ланка[3]